# Camille Abily

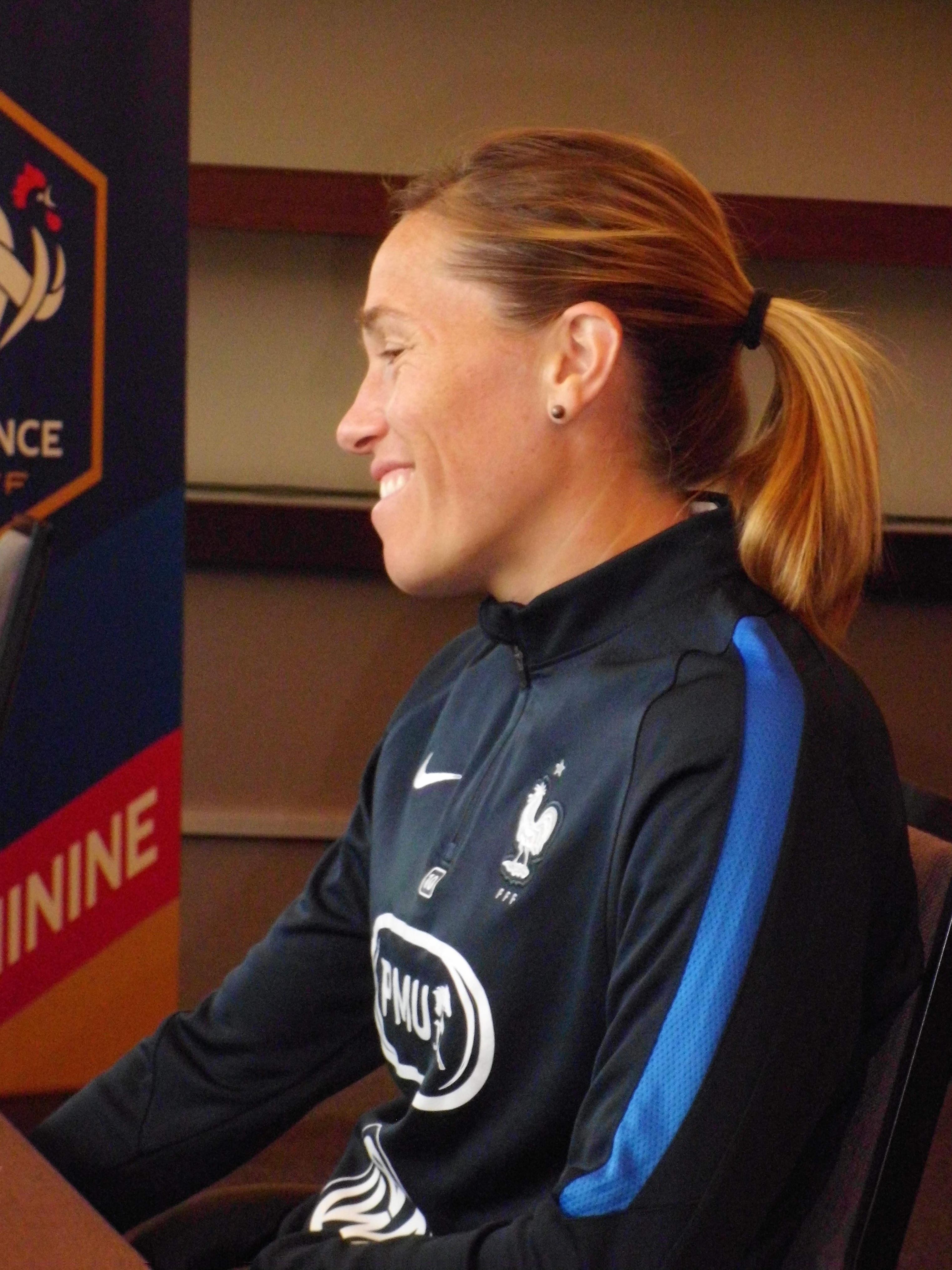
Abily während der Europameisterschaft 2017

Camille Anne Françoise Abily (* 5. Dezember 1984 in Rennes) ist eine ehemalige französische Fußballspielerin. Die Mittelfeldspielerin stand bei Olympique Lyon unter Vertrag und spielte für die französische Nationalmannschaft. Inzwischen arbeitet sie als Assistenztrainerin der Frauenmannschaft von Chelsea.

## Vereinskarriere
Abily spielte als Jugendliche für die Vereine Jeanne d’Arc Bruz, FC Bruz und SC Le Rheu. Im Jahre 2000 wechselte sie zu Saint-Brieuc FF, wo sie am 17. September 2000 ihr Debüt in der Division 1 Féminine gab und gleich ein Tor erzielte. Nachdem sie jeweils eine Saison bei ESOF La Roche und CNFE Clairefontaine gespielt hatte, wechselte sie 2003 zum HSC Montpellier. Mit Montpellier gewann sie 2004 und 2005 die französische Meisterschaft und 2006 den Pokal. Im Sommer 2006 folgte der Wechsel zu Olympique Lyon, wo sie 2007 und 2008 Meisterin sowie 2008 Pokalsiegerin wurde. Im März 2009 wechselte sie zu Los Angeles Sol und anschließend zum FC Gold Pride in die US-amerikanische Profiliga Women’s Professional Soccer. Im Oktober 2010 kehrte sie zu Lyon zurück und gewann 2011 mit diesem Team den Landesmeistertitel und die Champions League. 2012 wurde sie erneut Champions-League-Siegerin und zudem zur wertvollsten Spielerin des europäischen Finales ausgezeichnet. In diesem Jahr folgte auch der Doublé in Meisterschaft und Pokalwettbewerb Frankreichs, ebenso wie 2013, 2014, 2015, 2016 und 2017, was bereits ihr insgesamt elfter Landesmeistertitel war. 2017 kam ihr vierter Sieg im Europapokal hinzu. Abilys Vertrag bei Lyon wurde im Mai 2017 um ein weiteres Jahr – bis Juni 2018 – verlängert.
Anfang 2015 hat die UEFA Camille Abily zu einer von fünf „Botschafterinnen des Frauenfußballs“ ernannt, die ihre Erfahrungen insbesondere an jugendliche Spielerinnen weitergeben sollen.
Abily kam im April 2018 zu ihrem 80. Europapokaleinsatz – als erste Spielerin überhaupt. Einen Monat später wurde sie im Endspiel des Wettbewerbs gegen den VfL Wolfsburg während der Verlängerung eingewechselt und stellte mit einem Treffer zwei Minuten später den 4:1-Endstand her. Mit Abschluss dieser Saison beendete sie ihre erfolgreiche Zeit als Aktive.

## In der Nationalelf
Am 26. September 2001 debütierte sie in der Nationalmannschaft bei einem Spiel gegen die Niederlande. Ein Jahr später erreichte sie mit der U-19-Auswahl das Finale der U-19-Europameisterschaft, welches mit 1:3 gegen Deutschland verloren ging. Im gleichen Jahr nahm sie an der U-19-Weltmeisterschaft teil. Mit der A-Nationalmannschaft nahm sie an den Europameisterschaften 2005 und 2009 teil. Sie stand auch im französischen Aufgebot für die Weltmeisterschaft 2011, wurde dort in allen sechs Begegnungen eingesetzt und beendete das Turnier als WM-Vierte. Sie gehörte zum französischen Olympiaaufgebot 2012 und bestritt bei diesem Turnier erneut sämtliche sechs Begegnungen der Bleues, vier davon allerdings nur als Einwechselspielerin. Dort kam sie am 28. Juli 2012 als hundertste europäische Spielerin zu ihrem 100. Länderspiel, als sie gegen Nordkorea eingewechselt wurde.
Ende 2012 wurde Abily – als einzige Französin – in die zehn Spielerinnen umfassende Kandidatengruppe für den FIFA Ballon d’Or aufgenommen. Des Weiteren berief Trainer Bini sie in das französische EM-Aufgebot 2013 und setzte sie in Schweden in allen vier Begegnungen ein. Auch unter Binis Nachfolgern Philippe Bergeroo und Olivier Echouafni gehört Camille Abily zur Stammformation. Bisher hat sie in 183 A-Länderspielen 37 Treffer erzielt. (Stand: 30. Juli 2017) Mit ihrer Aufbietung beim Endspiel des Algarve-Cups 2015 überholte sie den Rekordspieler der französischen Männernationalelf, Lilian Thuram. Sie gehörte auch zum Kader für die Weltmeisterschaft 2015, ebenso zum französischen Aufgebot beim olympischen Fußballturnier 2016 und zum Europameisterschaftskader 2017.

## Nach der Zeit als Spielerin
Camille Abily absolvierte eine Übungsleiterausbildung, arbeitete bei Olympique Lyon zunächst im Nachwuchsbereich und wurde zu Beginn der Saison 2019/20 vom neuen Trainer der ersten Frauschaft, Jean-Luc Vasseur, zu seiner Assistenztrainerin gemacht. Diese Position hat sie auch unter Vasseurs Nachfolgerin Sonia Bompastor inne, mit der Abily bei OL mehrere Jahre zusammen in einer Elf gestanden hatte. Im Februar 2025 gaben Abily und Bompastor bekannt, seit 13 Jahren in einer Beziehung zu sein. Diese Ankündigung geschah vor der Veröffentlichung von Bompastors Buch. Das Paar hat vier Kinder.

## Erfolge
- Champions-League-Gewinnerin: 2011, 2012, 2016, 2017, 2018